# Sertularella integra
Sertularella integra is een hydroïdpoliep uit de familie Sertulariidae. De poliep komt uit het geslacht Sertularella. Sertularella integra werd in 1876 voor het eerst wetenschappelijk beschreven door Allman. 